# Beçin
Beçin est une agglomération du district de Milas dans la province de Muğla en Turquie.

## Géographie
Beçin est à moins de 5 km au sud de Milas. Ce lieu a été appelé Pezona, Bercin et Peçin et a été occupé bien avant que le bey de Menteşe, Ahmet Gazi, en fasse sa capitale (entre 1360 et 1390). La forteresse a été construite par les beys de Menteşe sur des fondations beaucoup plus anciennes. La plupart des monuments sont à moins de 200 mètres au sud-ouest de la citadelle.

## Histoire
Le développement de Beçin est dû à son statut de capitale du beylicat de Menteşe au XIVe siècle. Après la chute des émirs de Menteşe la ville décline rapidement. au XVIe siècle sa population est inférieure à 1 000 habitants. Au début XVIIe siècle pendant les révoltes des Jelali (en turc : Celali), les habitants se réfugient dans la citadelle. Ces habitations ne sont abandonnées que dans les années 1950, lorsque se construit un nouveau quartier d'habitation à 500 m au nord.
La cité médiévale été proposée en 2012 pour une inscription au patrimoine mondial et figure sur la « liste indicative » de l’UNESCO dans la catégorie patrimoine culturel.

## Monuments
La forteresse (Kale)
La forteresse construite sur un éperon rocheux a été occupée par des habitations jusqu’en 1980. Les restes d’un hammam du XIVe siècle laissent supposer que cette occupation était ancienne,.
Hamman Büyük
On a retrouvé les restes de cinq hammams autour de la citadelle, le hammam Büyük (Grand hammam) est le bâtiment le plus important de la ville, il date du XIVe siècle. Une anecdote raconte qu'en 1610, des "brigands" se sont cachés dans le hammam avant d'attaquer la ville et de voler les habitants. La finesse de la construction semble indiquer que sa construction date du règne d'Ahmed Ghazi (vers 1360-1390).
Ahmet Gazi Medresesi
La madrasa d'Ahmet Gazi est le monument le mieux conservé de la période mentecheïde. La dédicace en arabe est au nom du « grand souverain le Sultan des Côtes » ce qui montre que les beys de Menteşe avaient l’ambition de se rendre maîtres de la navigation dans la mer Égée,.
Hammam Bey
C’est un hammam proche du grand hammam construit au XVe siècle. Cette proximité des deux hammams laisse supposer que celui-ci était à usage privé et faisait partie d’une maison voisine,.
Orhan Bey Cami
Orhan Bey Cami a été construite pendant le règne de Şücaüddin Orhan, troisième bey de Menteşe (vers 1330/1331-). Elle se trouve face à la madrasa, mais elle est complètement ruinée. Le mihrab n'est pas orienté correctement vers La Mecque, il est un peu trop tourné vers l'est. Les fragments de bois de charpente brulés laissent penser qu'elle a été détruite par un incendie. Un morceau de mur dans la moitié nord de la salle de prière appartient à une mosquée de construction ultérieure qui a elle aussi subi un incendie. La mosquée initiale est celle qui était en construction au moment du passage d'Ibn Battuta. Elle a sans doute été terminée vers 1335.
Han Kizil
Han Kizil (caravansérail rouge) est à 10 m derrière la mosquée d'Orhan Bey. C’est un des nombreux caravansérails, construits par les dynasties turques, sur la route de la Soie reliant la Chine à l’Europe dans sa traversée de l’Anatolie,.
Zaviye
Un bâtiment à 80 m à l'est de la madrasa d'Ahmet Gazi a été découvert en 1998. C'est probablement les restes d'une des zaouïas dont Ibn Battuta signale la présence. Ce bâtiment peut âtre daté de la deuxième moitié du XIVe siècle, cette structure est plus modeste que la zaouïa Seymenlik découverte récemment.
Seymenlik Zaviyesi
La zaouïa Seymenlik est un ensemble de bâtiments qui comprend un parloir, une cuisine, un hammam et une mosquée, le tout autour d'une cour. Elle se trouve à l'extérieur de l'enceinte près de la porte Seymenlik, seule porte encore visible de l'enceinte de Beçin. La découverte de monnaie datant du règne d'İlyas Bey, dernier bey de la dynastie de Menteşe qui a régné entre 1403 et 1424 atteste que cette zaouï était en donction au début du XVe siècle.
Orman Tekkesi
Ce tekke de la forêt est resté inconnu de la population locale jusqu'à sa découverte par hasard en 2000. Les fouilles ont été achevées en 2003. Le nom qu'on lui donne laisse penser qu'il a servi à abriter une confrérie soufie au moins pendant un certain temps. Cet édifice daterait de la fin du XIVe ou le début du XVe siècle.
Karapaşa Medresesi
La madrasa de Karapacha est dans le sud du site en dehors des fortifications. La façade complètement ruinée ne permet pas de savoir quelle était sa structure. Dans la cour on peut identifier des cellules destinées aux étudiants. Comme les autres structure à l’extérieur de l’enceinte cette construction semble plus tardive et remonter au XVe siècle.
Yelli Külliyesi
C'est un ensemble de constructions qui comprend une mosquée, une madrasa et un hammam. Il se situe à la partie la plus orientale du site de Beçin. La mosquée est bien conservée, à 100 m à l'est de la mosquée se situe la madrasa qui est au contraire totalement ruinée. Il semblerait qu'elle adoptait le plan à quatre iwans. Le hammam est à l'ouest de ma mosquée, il est lui aussi en mauvais état. Ces constructions seraient postérieures à l'annexion du beylicat à l'empire ottoman.
Un trésor formé de 60 000 akçes d'argent et de 850 pièces européennes a été trouvé dans les ruines d'une maison qui a été détruite par un incendie ainsi que la maison voisine. Cet incendie daterait de 1610. Le cimetière des mentecheïdes se trouve entre le complexe Yelli et la zaouïa Seymenlik. De belles pierres tombales du XVe siècle en marbre ont été  trouvées. Les tombes de la période mentecheïde sont ornées d’une colonnette torsadée
. La zone centrale comporte aussi trois tombeaux anonymes et des fontaines.